# Серебристая полёвка
Серебристая полёвка (лат. Alticola argentatus) — вид рода скальных полёвок (Alticola) из семейства хомяковых (Cricetidae). Для них характерен серебристо-серый мех, длинные вибриссы, гипсодонтные коренные зубы без корней и угловатая форма черепа. Как и многие млекопитающие экорегиона Евразийской степи, они хорошо приспособлены к жизни на больших высотах и могут быть найдены в горных районах Центральной Азии от хребта Саур на северо-востоке до хребта Кугитанг на западе, а также вплоть до западных окраин Тибета и других регионов, включая северные отроги Гималаев на юге.

## Таксономия

### Эволюционная история
Филогения и естественная история  среднеазиатских скальных полёвок в пределах рода Alticola изучены недостаточно. В роде Alticola есть три подрода; Alticola s. str., содержащий серебристую полёвку, Aschizomys и Platycranius. При помощи изучения молекулярно-генетической структуры гена цитохрома-B было показано, что подрод Alticola s str. и Platycranius образуют монофилетическую кладу и имеют генетические различия с подродом азиатских полевок Aschisomys, причем разделение этих подродов произошло в позднем плейстоцене.

## Описание
Серебристая горная полевка демонстрирует широкий спектр цветовых вариаций от ярко-желтого до темно-коричневого. Считается, что цветовые различия связаны с градиентом сухости по всему региону, а не с высотой. Длина хвоста у этого вида значительно варьирует у особей, от 32 до 51% от массы тела, и почти не имеет шерсти. Хвост этого вида белый у светлых особей и отчетливо двухцветный у темных. У этих полевок самый темный цвет шерсти на спине и макушке. Молодые животные начинают линять, когда достигают массы тела 18-21 г. Линька начинается в марте или апреле, а осенняя - в сентябре или октябре.
Было обнаружено, что морфология черепа варьирует у животных, разделенных пространством в этой широкой области. Было обнаружено, что длина черепа зависит от длины тела. Сравнительный анализ морфологии показал, что существуют две субпопуляции; одна из них сосредоточена в регионе Тянь-Шаня, а южная популяция обнаружена в горной системе Памир-Гиндукуш. Как и у многих грызунов, серебристая горная полевка обладает постоянно растущими гипсодонтными коренными зубами и приспособлена к питанию волокнистым материалом.

## Распространение и среда обитания
Эта полевка обычна в горах Тянь-Шаня и Памира в Казахстане, Кыргызстане, Таджикистане, Афганистане, Китае и Пакистане. Самая северная часть его географического ареала находится в горах Саур, а самая южная - в районе Гилгит в Пакистане. Единственные ископаемые останки этого вида происходят из Сель-Угнура в Кыргызстане и датируются поздним плейстоценом. Экорегион, населенный белой горной полевкой, - евразийская степь, характеризуется травяным покровом с преобладанием невысоких многолетних трав. Эти травы способны противостоять засухе, обычно невысокие и волокнистые. Эти ботанические особенности привели к тому, что многие виды мелких млекопитающих частично жили в норах или находили убежище в каменных сваях, как в случае с серебристой горной полевкой.
Они часто обитают в высоких горах, в субальпийских и альпийских биомах. Они также встречаются в невысоких предгорьях и в лесных районах, но в гораздо меньшей степени. Они строят норы для гнезд в скалах осыпных склонов и каменистых осыпях. Они часто заполняют трещины в скалах экскрементами, смешанными с растительными остатками, чтобы сформировать изолированную стену. Гнезда построены в виде мягкой сферы из растительных остатков и функционально разделены на  гнезда с отдельными площадками для отдыха. Было замечено, что серебристая горная полевка активна днем и ночью, а также зарегистрированы ее передвижения в зимнее время под снегом.

## Поведение

### Питание
Зимой и ранней весной серебряная горная полёвка питается в основном корнями растений и семенами, эти корма  составляют 87-92% состава содержимого их желудков с ноября по февраль. В марте они начинают питаться зеленой растительностью, и с апреля по сентябрь эта свежая зелень составляет 90-99% состава их желудка. Осенью эти животные добывают запасы корма на зиму. Масса этих пищевых запасов невелика и колеблется от 2-5 г до 35-42 г.

### Размножение
Сезон размножения этого вида зависит от высоты; в лесной и субальпийской зонах он длится с марта по октябрь, а для животных в альпийской зоне с мая по сентябрь сокращается период размножения. На южных склонах предгорий, на высоте от 900 до 1300 м, полевка наблюдалась для размножения зимой. Молодые особи появляются в мае в лесной и субальпийской зонах, а к летним месяцам плодовиты. Обычно ежегодно рождается 3 помета. Половая зрелость достигается в относительно молодом возрастем.